# Susan Carter Holmes
Susan Carter Holmes (* 1933) ist eine britische Botanikerin und Taxonomin bei den Royal Botanic Gardens in Kew. Sie entdeckte und beschrieb mehr als 200 Arten der Wolfsmilchgewächse (Euphorbiaceae), insbesondere der sukkulenten Euphorbien aus Ostafrika sowie etwa 20 Aloen. Alle ihre Veröffentlichungen erschienen unter ihrem Geburtsnamen Susan Carter; ihr offizielles botanisches Autorenkürzel lautet dementsprechend „S.Carter“.
Seit der Gründung der International Euphorbia Society (IES) im Jahr 2005 ist Susan Carter Holmes deren Präsidentin.
In der Pflanzengattung Euphorbia sind die Arten Euphorbia carteriana P.R.O.Bally, Euphorbia holmesiae Lavranos sowie Euphorbia susan-holmesiae Binojk. & Gopalan nach ihr benannt worden.

## Schriften (Auswahl)
- New Succulent Spiny Euphorbias from East Africa. 1982, ISBN 1-878762-72-9.
- Flora of Tropical East Africa, Euphorbiaceae. 1988, ISBN 90-6191-338-1 – mit Annie Lorrain Smith
- The CITES Checklist of Succulent Euphorbia Taxa (Euphorbiaceae). 1997, ISBN 3-89624-609-7 – mit Urs Eggli
- On being a botanist at Kew. In: Euphorbia Journal. Band 2, 1984.